# سانتا دومینگو
کلیسای سانتادومینگو (Santo Domingo Church) یکی از بناهای تاریخی و مذهبی مشهور است که در شهر اوآخاکا (Oaxaca) در مکزیک واقع شدهاست. این کلیسا بخشی از مجموعه بزرگتر صومعه سانتودومینگو است که در سده شانزدهم میلادی توسط راهبان دومینیکن ساخته شد. این کلیسا نمونهای برجسته از معماری باروک مکزیکی و یکی از جاذبههای مهم فرهنگی و گردشگری در مکزیک به شمار میرود.

## ویژگیهای معماری

### سبک باروک
نمای بیرونی کلیسا با تزئینات پرجزئیات و مجسمههای سنگی به سبک باروک مکزیکی (Barroco Estípite) آراسته شدهاست. رنگ طلایی و قرمز در بخشهای داخلی کلیسا به همراه نقاشیهای دیواری و طلاکاریهای چشمگیر، فضایی باشکوه ایجاد کردهاست.

### محراب اصلی
محراب طلایی کلیسا که با ورقههای طلا پوشانده شده، از شاخصترین بخشهای داخلی آن است.

### مجموعه صومعه
بخشهای دیگر این مجموعه شامل حیاطهای بزرگ، راهروهای قوسی و اتاقهای تاریخی است که امروزه به موزه تبدیل شدهاند.

## اهمیت تاریخی و فرهنگی
- این کلیسا در قرن شانزدهم بر روی بقایای یک مرکز آیینی متعلق به تمدنهای پیشاکلمبی (مثل آزتکها) ساخته شد و نمادی از ادغام فرهنگ بومی و اسپانیایی است.
- امروزه بخشی از این مجموعه به **موزه فرهنگهای اوآخاکا** (Museo de las Culturas de Oaxaca) تبدیل شده که آثار باستانی از تمدنهای زاپوتک و میکستک، از جمله گنجینههای کشفشده در مقبره شماره ۷ مونته آلبان، را نمایش میدهد.
- باغ اتنوبوتانیک (Ethnobotanical Garden) نیز در مجاورت کلیسا قرار دارد که گیاهان بومی منطقه را به نمایش میگذارد.

## جاذبههای گردشگری
- بازدید از تزئینات داخلی کلیسا و موزه مجاور آن برای علاقه مندان به تاریخ و هنر توصیه میشود.
- این کلیسا در سال ۱۹۹۴ به همراه مرکز تاریخی اوآخاکا در فهرست میراث جهانی یونسکو ثبت شد.